# Pintura de Alemania

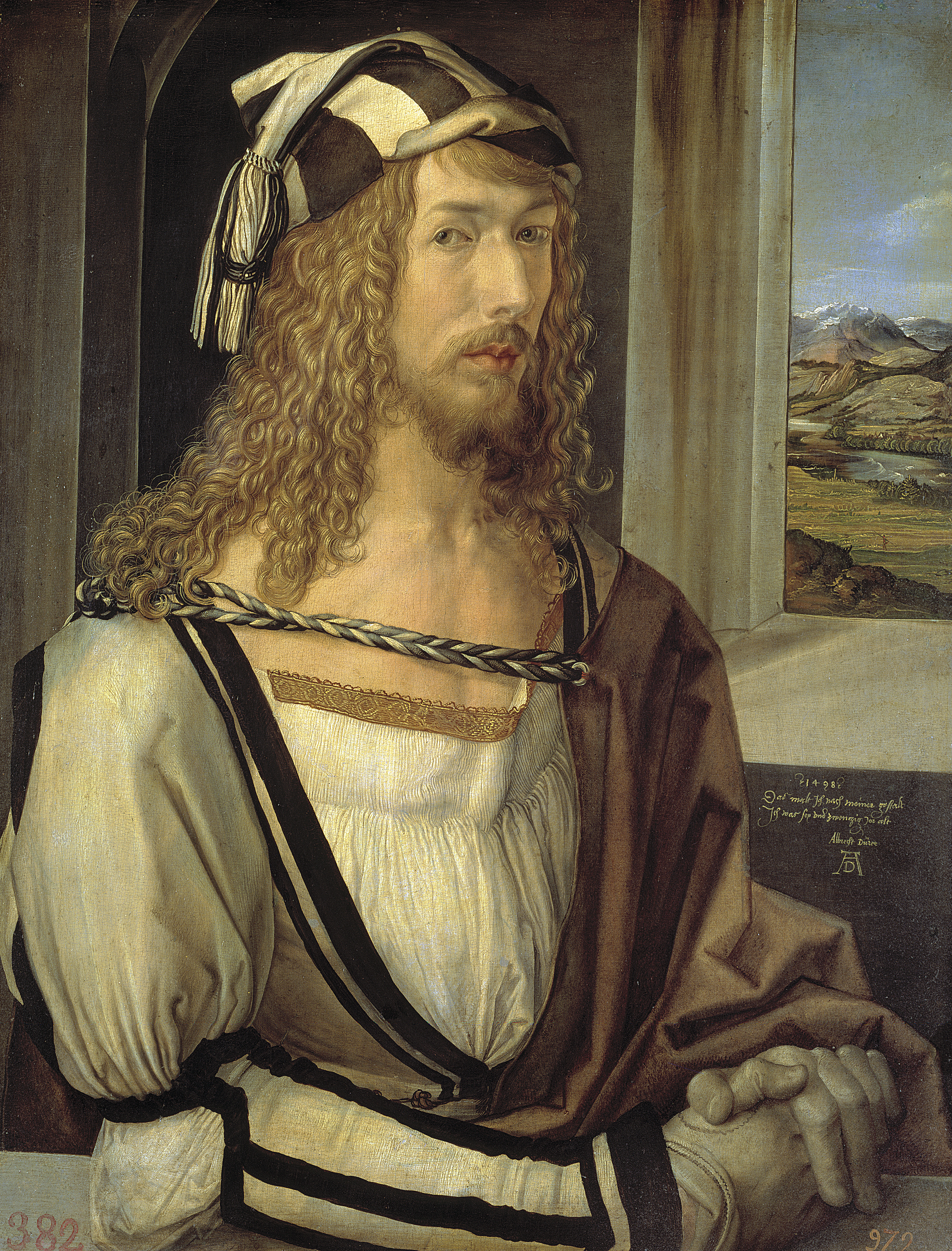
Autorretrato, de Alberto Durero, posiblemente el pintor alemán más conocido de la Historia del Arte.

La pintura de Alemania es aquella que se ha producido en el territorio que forma parte del Estado Federal Alemán, o por artistas nacidos en el mismo. El origen de la pintura alemana puede situarse en las miniaturas realizadas en algún taller germano en la época carolingia, y en su evolución pueden identificarse dos grandes épocas de esplendor: la primera va del gótico tardío al Renacimiento, y la segunda arranca en el Romanticismo de finales del siglo XVIII para culminar en el expresionismo de principios del siglo XX.
Se conoce como Edad de oro de la pintura alemana al siglo XVI, con la obra de dos pintores de primera fila, como Alberto Durero y Hans Holbein el Joven, y muchos otros destacados maestros como Lucas Cranach el Viejo y Albrecht Altdorfer.  
En la época romántica destacaron los nazarenos y los paisajistas como Caspar David Friedrich. Finalmente, en el siglo XX, artistas alemanes protagonizaron el movimiento expresionista, sobre todo en su segunda generación y se encuentran en el origen de otras corrientes de vanguardia como el dadaísmo o el surrealismo.  

## Edad Media

### Arte carolingio y otoniano
Las primeras obras pictóricas se encuentran en el arte carolingio, en particular en sus miniaturas. El arte carolingio fue la forma más primitiva de arte germánico. Carlomagno, como representante de Roma, pretendía hacer un renacimiento del arte romano y su cultura en Occidente. Distanciándose de la iconoclastia del Imperio bizantino, Carlomagno admitió el uso de imágenes en obras artísticas, destacando por su importancia la iluminación de los manuscritos antiguos por todo el territorio carolingio. De todo este ámbito, en lo que hoy es Alemania se situaron talleres menores en la zona de Hesse, como el de Fulda y el de la abadía de Lorsch (Hesse). En su scriptorium se elaboró el llamado Codex Aureus de Lorsch (778 - 820). 

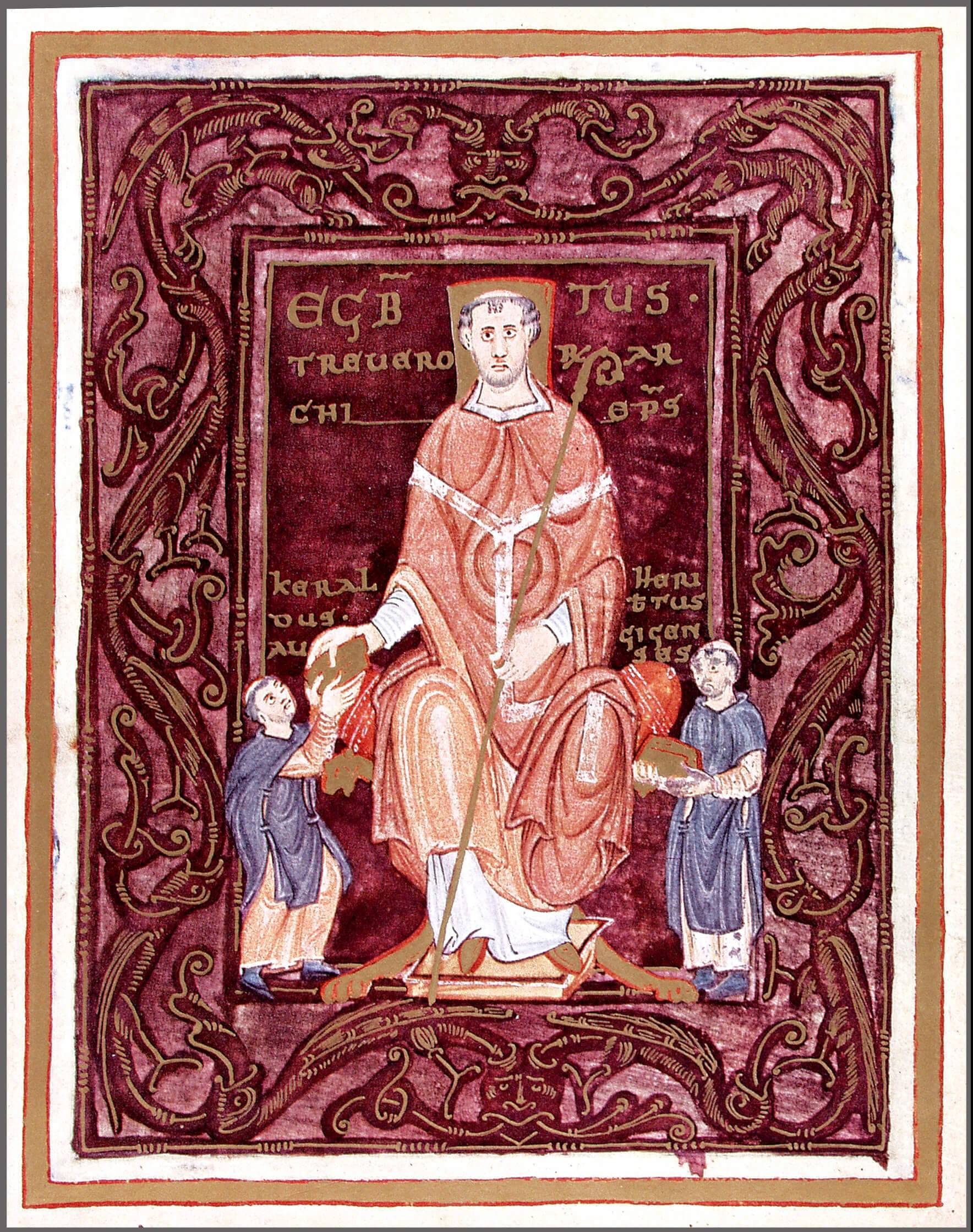
Ejemplo de arte otoniano: Miniatura del Codex Egberti, escena: Egberto de Tréveris,, papel, 10,3 × 13,3 cm, Biblioteca estatal de Tréveris.

En la época había frescos en las iglesias y los palacios, pero la mayoría de ellas ya no existen. El Palacio de Carlomagno en Aquisgrán (Renania del Norte-Westfalia) contenía pinturas murales que narran guerras en España. El Palacio de Ludovico Pío en Ingelheim (Renania-Palatinado) contenía imágenes históricas de la antigüedad y del tiempo de Carlomagno. Otros fragmentos de pinturas pueden encontrarse en Renania-Palatinado (Coblenza y Tréveris), Hesse (Lorsch y Fulda), y Renania del Norte-Westfalia (Colonia y Corvey).
Una pintura más exclusivamente alemana se desarrolló a partir del siglo X con el surgimiento del arte otoniano. Como toda la pintura occidental, estuvo marcada, inicialmente, por la creación de manuscritos iluminados. Los príncipes y el Alto Clero promovían esta creación artística de carácter aristocrático. Este arte arranca de los modelos carolingios, como se aprecia por su expresividad, y en detalles como la disposición de los cánones, las letras de oro y los fondos de púrpura. Pero, gracias en particular a la emperatriz Teófano, esposa de Otón II, se recibe la influencia bizantina, ganando las imágenes en solemnidad y ampliándose la iconografía con personajes muy cuidados en escenas de la Biblia. Espléndidos manuscritos, enriquecidos con iluminaciones, se produjeron en toda una serie de escuelas monásticas. Destaca por su importancia el monasterio de Reichenau (isla del lago Constanza, en el estado de Baden-Wurtemberg), que no solo hacía espléndidas miniaturas, sino que también encuadernaba las obras con marfil y piedras preciosas. A esta escuela pertenece el Codex Egberti, actualmente en la biblioteca de Tréveris y una serie de obras, como los Evangeliarios de Otón II, relacionados con el miniaturista Liutardo. Hubo otros escritorios en esta época, como los de Tréveris, Colonia (que destacaba por el brillante uso del color), Corvey, Hildesheim (Renania-Palatinado), Fulda, Ratisbona o Tegernsee (Baviera). La doble influencia, carolingia y bizantina, se encuentra también en las pinturas murales de la época, aunque bien es cierto que son escasas las que se conservan: los frescos de San Jorge de Oberzell en Reichenau (Baden-Wurtemberg) y en Goldbach cerca de Überlingen también en el lago Constanza.

### Románico
También hay pinturas murales románicas, persistiendo la influencia otoniana y bizantina. Uno de los centros de pintura mural fue Ratisbona, pero pocas obras sobrevivieron. De lo que ha quedado, merece destacarse las pinturas de Schwarzrheindorf (iglesia doble cerca de Bonn), San Gedeón de Colonia y el Juicio Final de Oberzell (Reichenau).

### Gótico
En el siglo XIV se introduce en Alemania el estilo gótico lineal o franco-gótico, siendo ejemplos de él miniaturas como el Pasionario de Cunegunda o la Biblia Pauperum, con rica iconografía. Pero aparecen ya las primeras pinturas sobre tabla, como el díptico de la Virgen del Museo de Berlín. La segunda fase del gótico, el de influencia italiana, está ejemplificado en el retablo de Hamburgo (1379), del severo maestro Bertram de Minden.
En la centuria siguiente, el arte de la creación de iluminaciones decayó y la elaboración de vidrieras se desarrolló bastante. El principal acontecimiento de este siglo es la expansión de los retablos pintados por todo el territorio, de una gran variedad de estilos. Empiezan a conocerse nombres individuales de grandes artistas, enmarcados en el estilo gótico internacional. En la primera mitad de siglo aparece Conrad Soest, cultivador del estilo suave, que trabajó en Westfalia y de quien puede destacarse su retablo de Niederwildungen. En Hamburgo trabajó en maestro Francke, de quien destaca su Retablo de los Navegantes. En esta época destacó como centro artístico la ciudad de Colonia, hasta el punto de que se habla de una «Escuela de Colonia», con pintores como el Maestro de la Verónica (fl. hacia 1400) y, sobre todo, Stefan Lochner. Lochner mostraba en sus obras delicadas en las que se evidencia la influencia de la pintura flamenca, especialmente de Jan van Eyck y Rogier van der Weyden. Sus dos obras más conocidas se encuentran en Colonia: la Virgen de la Rosaleda en el Museo Wallraf-Richartz y el tríptico de la Adoración de los Reyes (1440) en la catedral de Colonia.

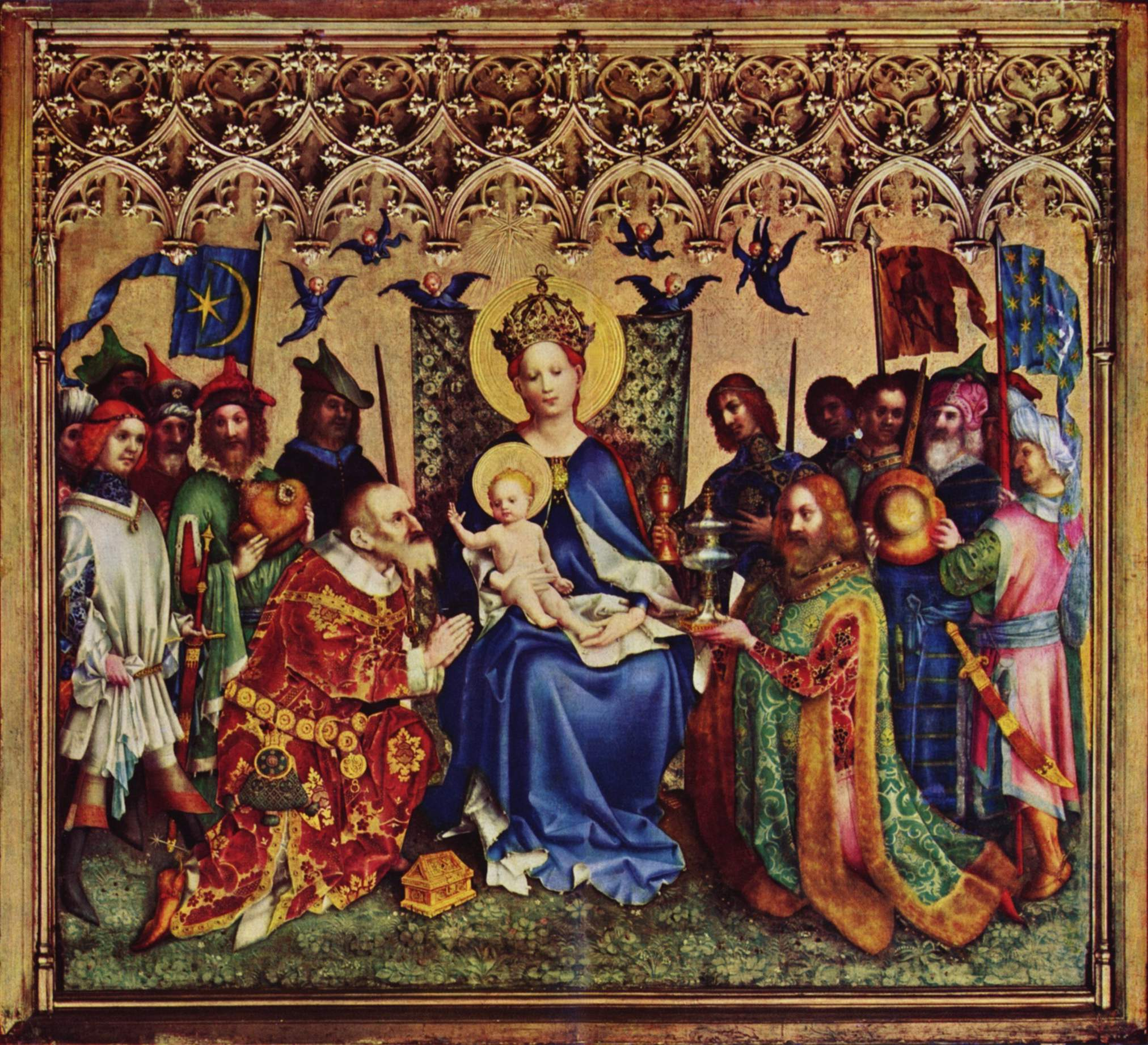
Pintura gótica: Tabla central del tríptico de la Adoración de los Reyes, obra de Stefan Lochner en la catedral de Colonia.

Después de Lochner, Colonia recibió una fuerte influencia flamenca, que se ve en el Maestro de la Vida de la Virgen (fl. h. 1460-1480) y el Maestro de la Leyenda de Santa Úrsula (fl. hacia 1500). 
Ya dentro de la última fase del gótico, que es el estilo flamenco, cabe citar a Hans Memling, al que se cree alemán de nacimiento y formado en la zona renana, pero desarrolló lo principal de su carrera en Brujas y su estilo es claramente flamenco, reiterando formas y composiciones de artistas precedentes. 
De Suabia fueron Lukas Moser, con su notable retablo de Santa Magdalena (1431) de Tiefenbronn y Konrad Witz, de un estilo análogo al del español Fernando Gallego y que trabajó en Basilea (Suiza) desde 1434 hasta su muerte; de Witz destaca el realismo en el paisaje que puede apreciarse en sus retablos. Otros artistas importantes de este período fueron Hans Multscher que trabajó en Ulm; Hans Holbein el Viejo en Augsburgo; el tirolés Michael Pacher, muy cercano al estilo italiano del momento, probable conocedor de Mantegna y, finalmente, hay que citar al pintor y grabador Michael Wolgemut, maestro de Durero.
Debe destacarse en este siglo XV el desarrollo del arte del grabado sobre madera, la xilografía, que tuvo enorme éxito a lo largo de la historia de la pintura alemana. Dos maestros anónimos, Maestro E.S. (fl. 1450-1467) y el Maestro del Gabinete de Ámsterdam son los inmediatos predecesores de Martin Schongauer, el más célebre de los grabadores y quien tuvo mayor influencia. Schongauer (1448-1491) desarrolló un estilo más individual, caracterizado por las líneas curvas y delicadas, creando imágenes manieristas, a veces recargadas, que fueron copiadas por artistas posteriores. También fue pintor, como puede verse en su Virgen de la Rosaleda.

## Edad Moderna

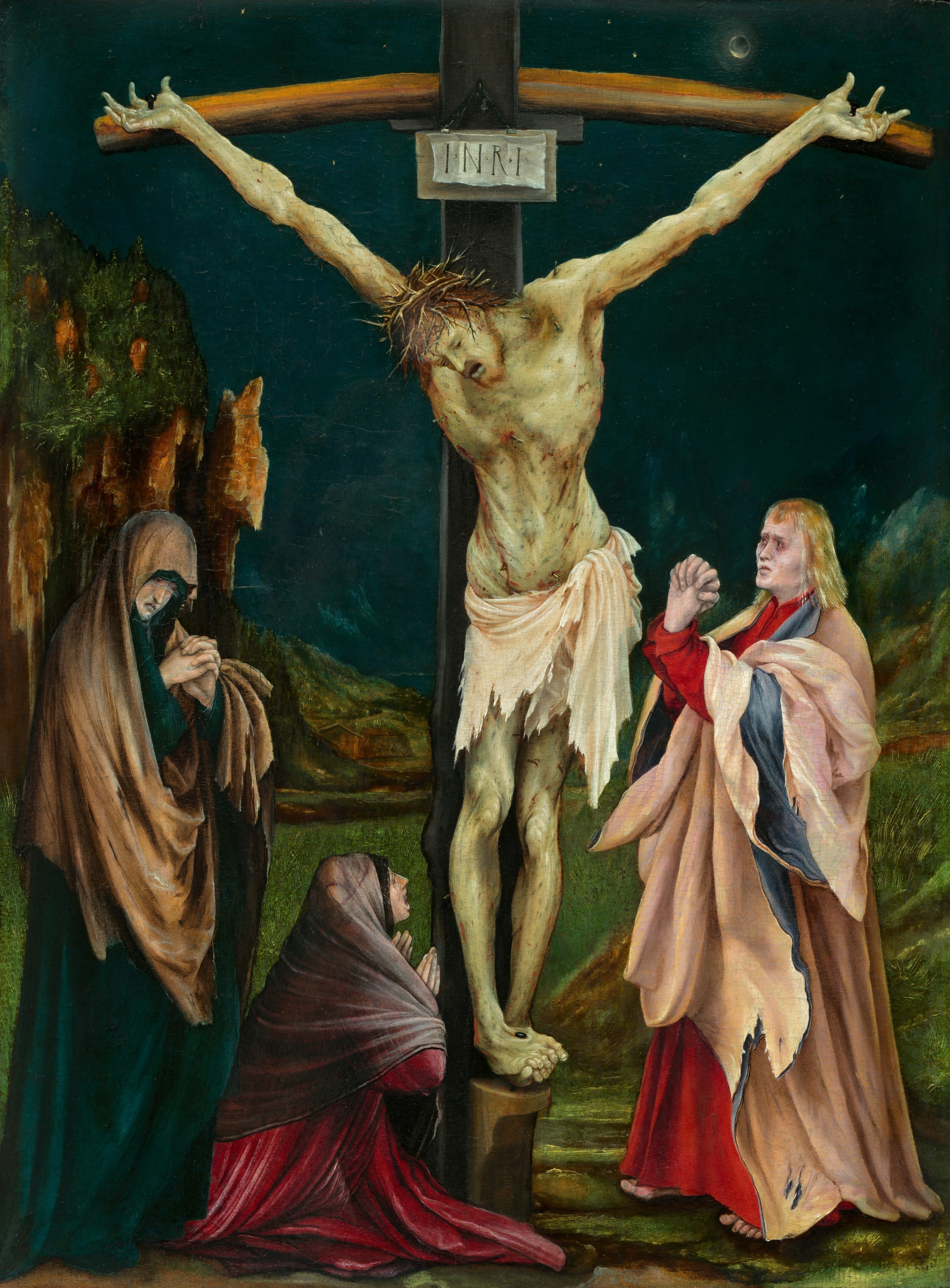
La pequeña crucifixión, de Matthias Grünewald, hacia 1502, ejemplo de perduración de modelos «góticos» en época renacentista.

### Renacimiento
Con el Renacimiento surgió en Alemania un tipo peculiar de arte, en contraposición con las obras creadas en Italia. Se abre así el llamado Siglo de oro de la pintura alemana, con pintores como Grünewald (1470-1528), Hans Holbein, Alberto Durero y Lucas Cranach. A la tradición gótica alemana, expresionista y patética, se le une ahora la influencia italiana y la llegada de la Reforma protestante, lo que provoca una pintura con personalidad propia.
El más vinculado con la tradición gótica anterior es Grünewald, y por ello a veces se le clasifica entre los pintores góticos, o se dice que se encuentra a caballo entre la pintura gótica y el renacimiento, cuando en realidad es estricto contemporáneo de Alberto Durero (1471-1528). Grünewald prolongó en el tiempo las concepciones góticas, en pinturas que mantiene el patetismo típico de los primitivos alemanes, con actitudes arrebatadas y luces intensas. La obra más notable de este artista, calificado como «extraño», o «visionario», es el Retablo de Isemheim (1510), conservado en el Museo de Unterlinden de Colmar, con imágenes de la Crucifixión con una extraña iluminación e imágenes de carnes casi putrefactas.
Pero las dos figuras que sobresalen del resto, de fama internacional, son Alberto Durero y Hans Holbein el Joven. Durero es el artista alemán por antonomasia. Formado en Núremberg, viaja a Italia, donde conoce la pintura veneciana, singularmente la obra de Mantegna y la de Giovanni Bellini. Así, en sus obras fusiona el estilo gótico alemán con la pintura renacentista italiana. Cultiva diversos géneros, como la pintura religiosa (Los cuatro apóstoles de Múnich) y el desnudos (Adán y Eva del Prado), así como retratos de gran penetración psicológica, destacando los autorretratos que fue realizando a lo largo de su vida. Además de la pintura al óleo, Durero cultiva el grabado creando infinidad de láminas e imágenes que posteriormente fueron muy divulgadas y copiadas: La melancolía, el Apocalipsis, el Rinoceronte, etc. Igualmente, cabe citar sus numerosas acuarelas, de paisajes, animales y plantas, con gran detalle y realismo, siendo uno de los primeros dibujantes de paisajes puros, esto es, escenas urbanas o rurales sin pretexto de contar una historia. 

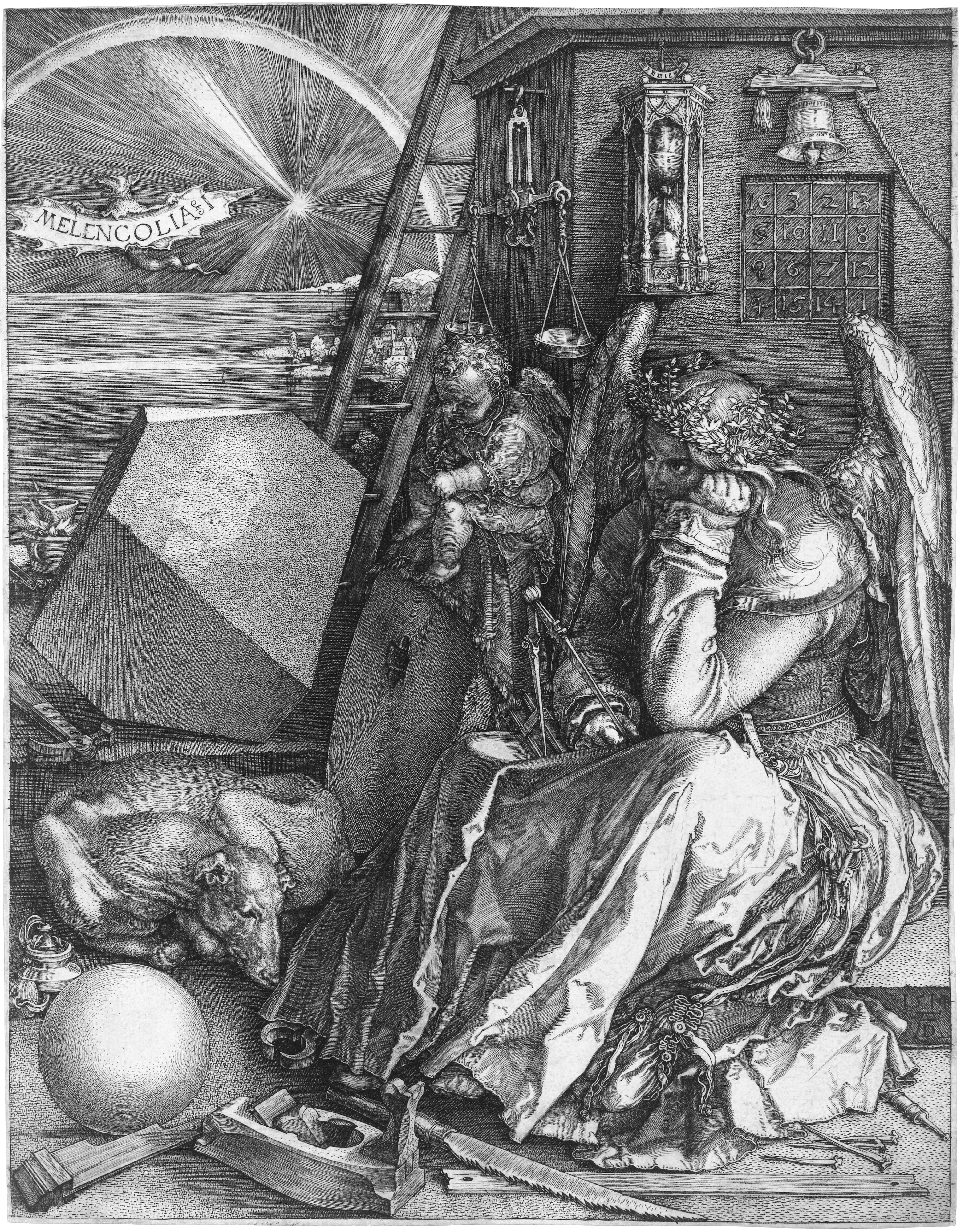
La Melancolía, uno de los más conocidos grabados de Durero (1514).

Hans Holbein el Joven era hijo del pintor homónimo llamado «el Viejo» de la época gótica. Además de la tradición germana, Holbein conoció la obra de Rafael, cuya influencia es evidente en sus cuadros de Vírgenes, como la Virgen del burgomaestre Meyer. Pero si destacó en algo fue como retratista. Desarrolló gran parte de su carrera en Inglaterra, en la corte de Enrique VIII, retratándole a él, a algunas de sus esposas y a cortesanos como Tomás Moro. Su obra influyó en la retratística posterior de la época isabelina que imitó su estilo.

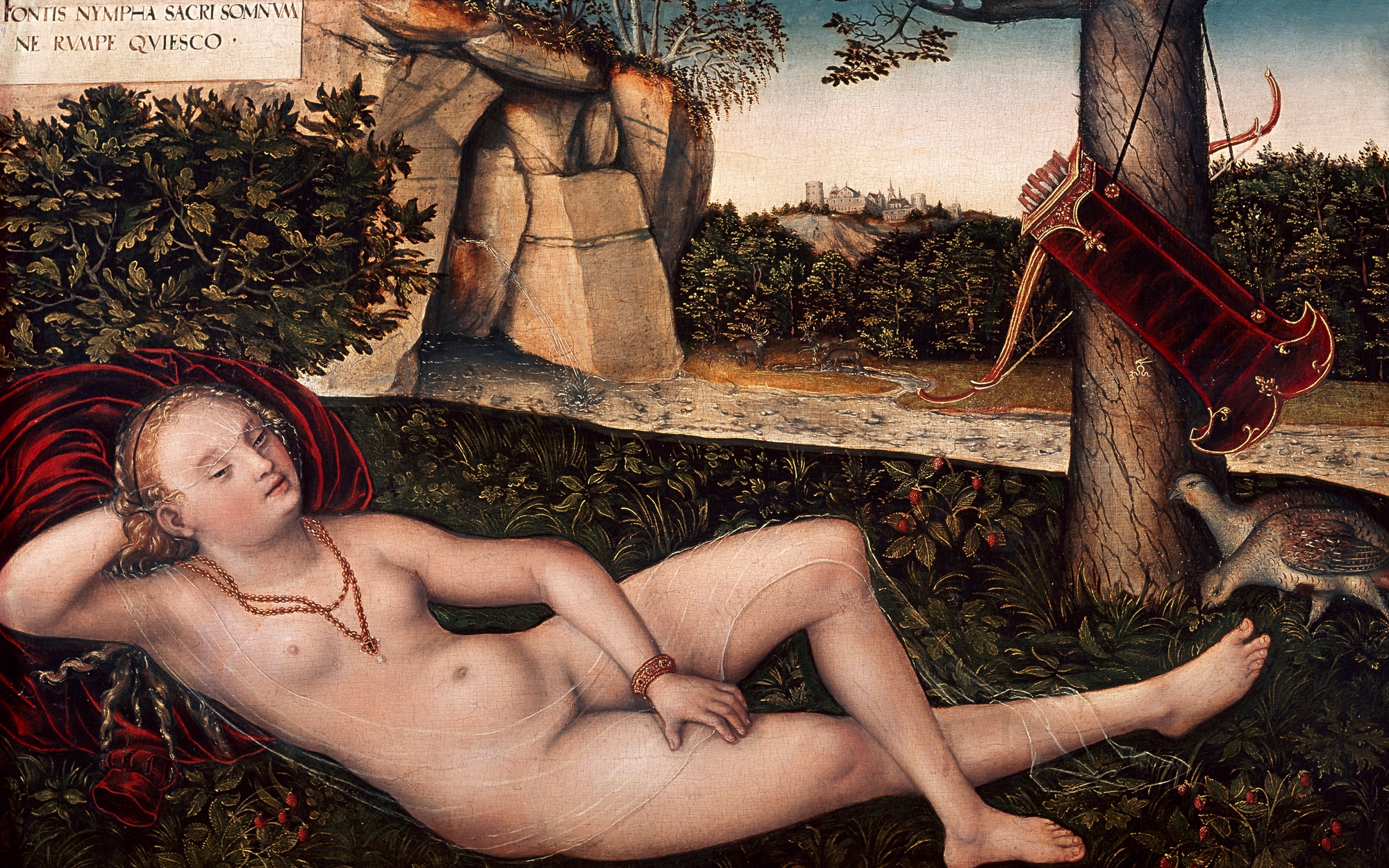
Lucas Cranach el Viejo: Ninfa de la fuente, primer tercio del, Museo de Bellas Artes de Besanzón.

Aunque Hans Holbein formó parte de los círculos reformistas, llegando a tratar con Erasmo, el artista alemán más vinculado a la reforma protestante fue Lucas Cranach, amigo de algunos de los reformistas como Melanchton y Lutero, a quienes retrató. Aparte de estos retratos, lo más conocido de su producción son los temas mitológicos o clásicos, con numerosas Venus, sobre todo estando en la corte de Sajonia. Estos desnudos están bastante alejados de los modelos italianos, y se aproximan a la representación germánica gótica de figuras alargadas y lineales. 
Este erotismo puede apreciarse igualmente en la obra de Hans Baldung Grien, con un rico colorido. Este grabador, discípulo de Durero, conformó un estilo personal, muy distinto al de su maestro. Grabador también fue Hans Burgkmair, discípulo de Martin Schongauer y que desde 1508 pasó la mayor parte de su tiempo trabajando en proyectos de grabado sobre madera del emperador Maximiliano I hasta la muerte de este en 1519. Realizó casi mitad de las 135 impresiones del Triunfo de Maximiliano.
Alejado del estilo y los hallazgos de Durero se encuentra Albrecht Altdorfer, fundador de la llamada escuela del Danubio, que destaca sobre todo por su forma de tratar el paisaje, con enormes perspectivas panorámicas. Es, a un tiempo, fantástico y un poco medieval.

### SigloXVII

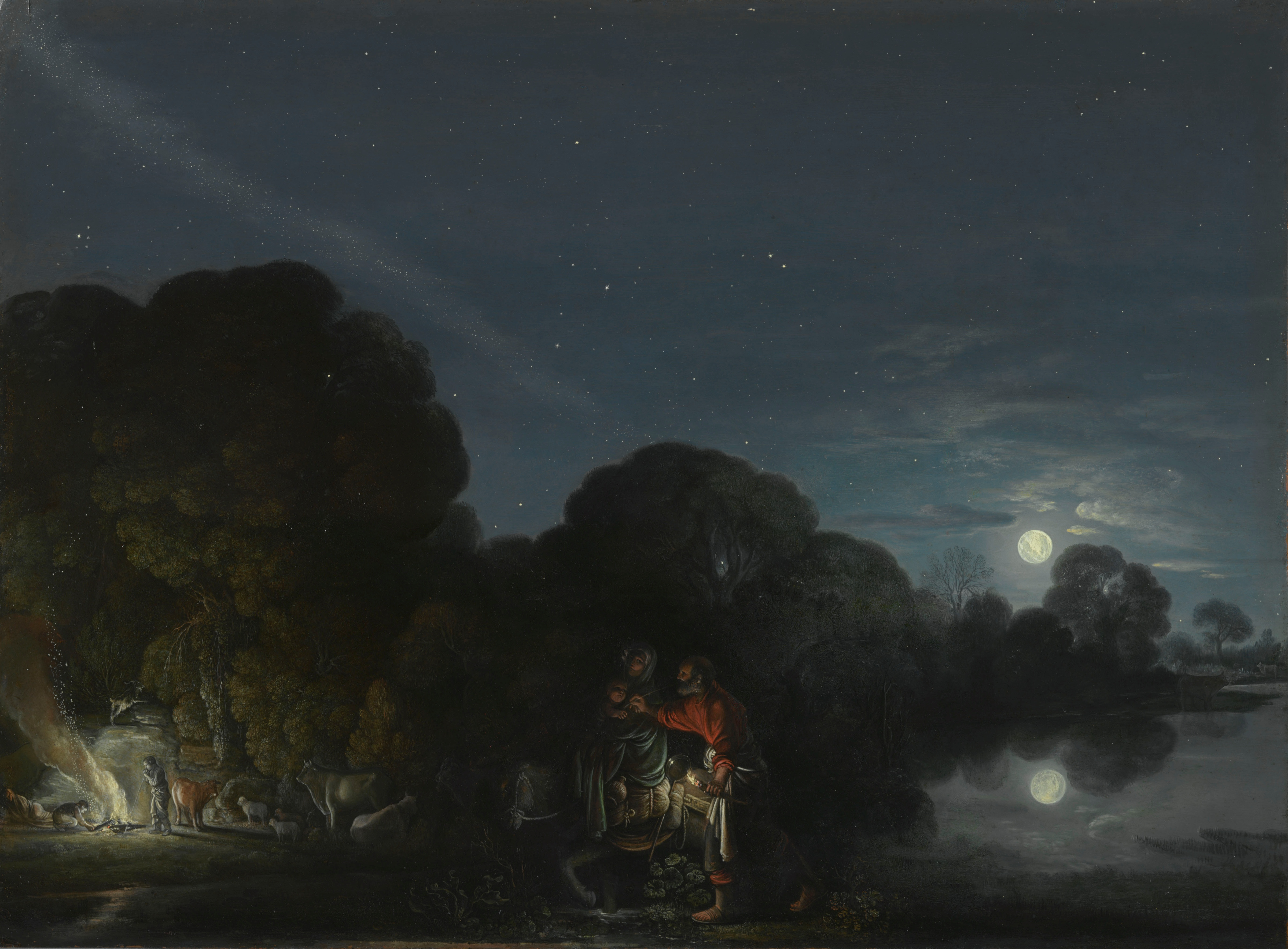
Adam Elsheimer: Huida a Egipto (h. 1605).

Frente a la riqueza y diversidad de la pintura del siglo anterior, en el siglo XVII la pintura alemana tuvo mucha menor importancia, sin duda por las circunstancias históricas, con una Guerra de los Treinta Años (1618-1648), que devastó el territorio alemán, reduciendo su población en un 30%. Un centro de producción artística a principios de siglo fue la corte del emperador Rodolfo II en Praga. Allí trabajaron artistas de diversas nacionalidades, entre ellos los alemanes formados en Italia: Johann Andreas von Düwens, Hans von Aachen y Hans Rottenhammer.
Pero los dos artistas más destacados de la época vivieron en Italia. Adam Elsheimer, quizá el más conocido de ellos y cuya obra fue admirada por Pedro Pablo Rubens, trabajó en Roma y se ve influido por el caravagismo. Destaca su técnica del claroscuro aplicada al paisaje de escenas religiosas, en las que estudia los diversos efectos atmosféricos y las diferentes luces, como la de la Luna. En Venecia residió y trabajó Johann Liss, formado en los Países Bajos y Roma; cuando se trasladó a vivir a Venecia a principios de los años 1620, su estilo se modificó, pero supuso una de las primeras avanzadas del estilo barroco en la República. Una de sus obras más conocidas es el retablo de San Jerónimo inspirado por el ángel (1627, San Niccolò da Tolentino).

### SigloXVIII

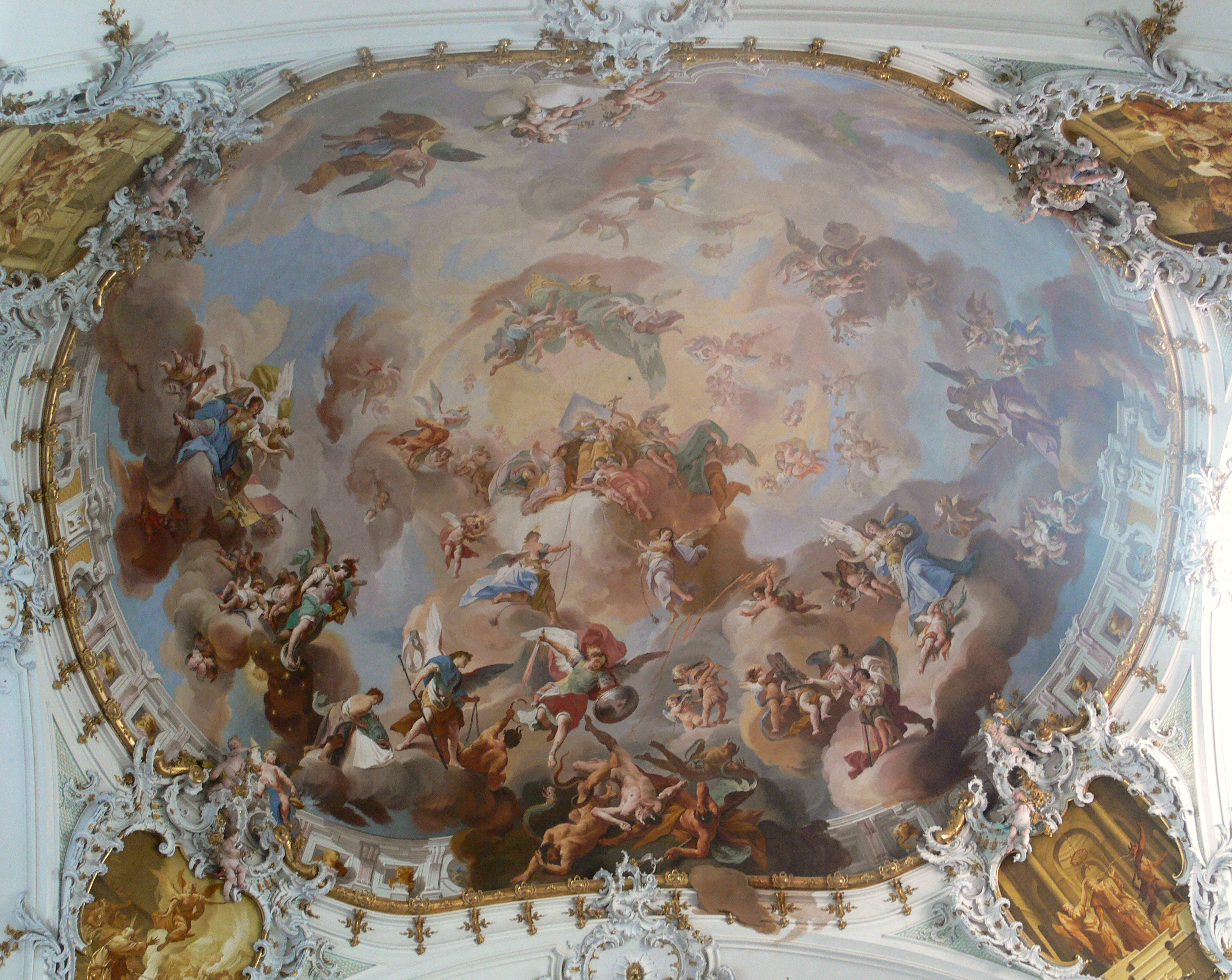
Johann Jakob y Franz Anton Zeiller (frescos), Johann Joseph Christian (figuras de estuco): «Cúpula de los ángeles» (1756), en el coro de la abadía de Ottobeuren (Baviera), ejemplo de pintura ilusionista tìpicamente rococó.

En la época rococó se elaboran ante todo frescos, usados como decoración de iglesias y palacios, por influencia de los modelos barrocos italianos y del rococó francés. La arquitectura rococó alemana ofreció numerosas oportunidades a este tipo de pintura ilusionista sobre todo en bóvedas que muchas veces son auténticos trampantojos, gracias al empleo de estucos y dorados. Para lograr integrar de manera coherente arquitectura, escultura y pintura, se diseñaban a un tiempo la construcción y su decoración; esto ocurría en las grandes iglesias católicas, así como en los palacios de los príncipes, fueran protestantes o católicos. Esta pintura decorativa fue introducida en el ámbito centroeuropeo gracias a la obra de artistas extranjeros, como Andrea Pozzo que trabajó en Viena y cuyos frescos ilusionistas influyeron fuertemente en el arte barroco de Viena, con seguidores por Hungría, Bohemia, Moravia y Polonia. En Alemania cabe citar a Tiépolo, que pintó en la residencia de Wurzburgo. 
Pero pronto hubo pintores autóctonos que realizaron este tipo de pinturas. A veces, se relacionaban estrechamente con el arquitecto constructor de la obra o el escultor estuquista. Así, pudo verse al pintor Cosmas Damian Asam trabajando al lado de su hermano el escultor Egidio Quirino, o a Johann Baptist Zimmermann junto a su hermano el arquitecto Dominikus. También hubo familias de pintores, como Johannes Zick, pintor activo en el sur de Alemania, p.e. en el palacio de Bruchsal, y que fue padre del también pintor Januarius, que trabajó en la abadía de Wiblingen cerca de Ulm y en Viena; allí también trabajó Antón Franz Maulpertsch. Otro decorador importante fue Matthäus Günther.
Dentro de la pintura de caballete cabe citar a Anton Rafael Mengs, formado en Italia y que trabajó tanto en Roma como en Madrid. Cultiva diversos géneros: el retrato típicamente rococó, escenas mitológicas y religiosas. Mengs está considerado ya como un adelantado del Neoclasicismo. Influyó en la pintura alemana, la italiana y la española.

## Edad Contemporánea

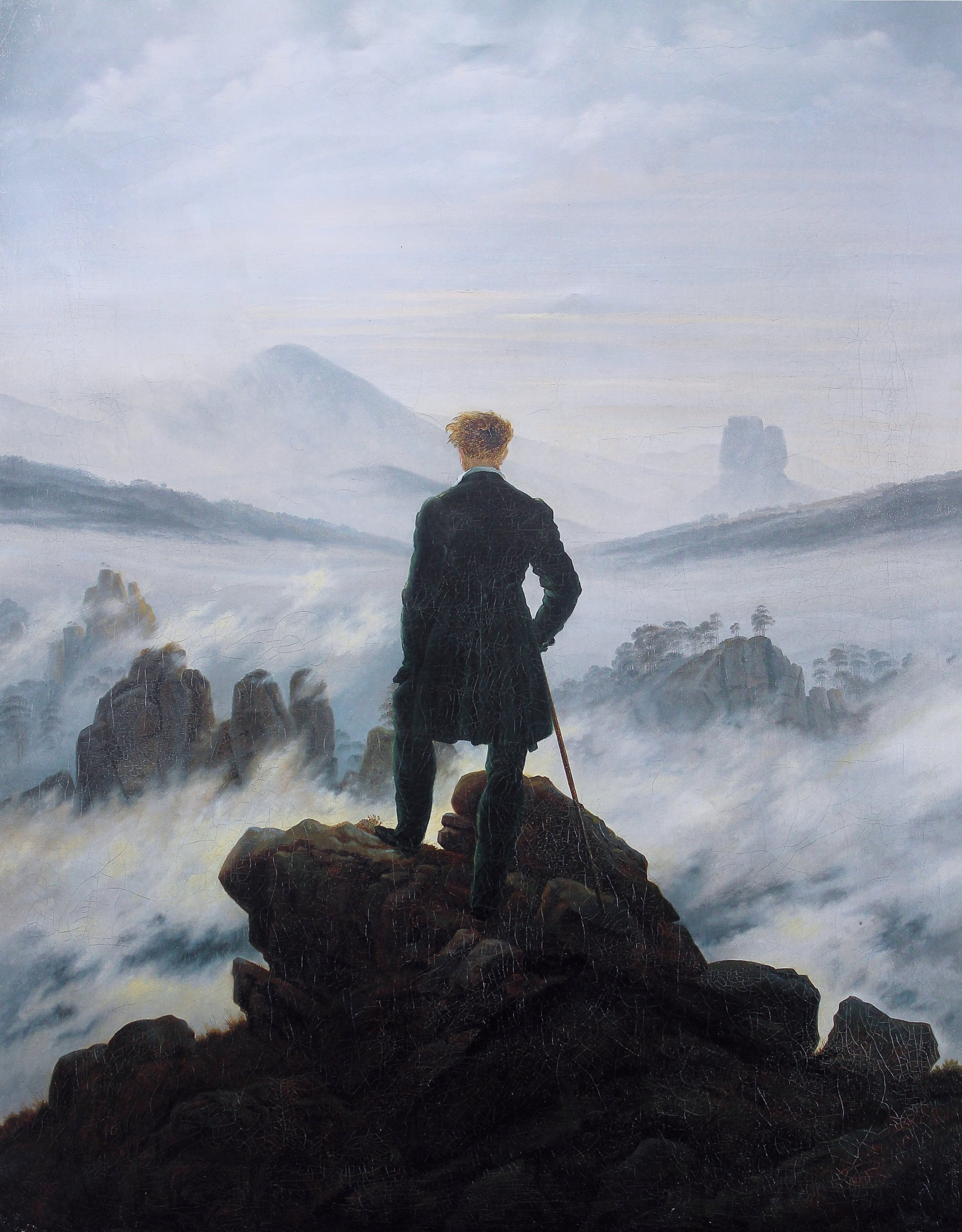
El caminante sobre el mar de nubes de Caspar David Friedrich

### SigloXIX
No es sencillo separar la pintura neoclásica de la romántica, pues la transición de una a otra no es fácil de determinar en Alemania. Asmus Jacob Carstens, por ejemplo, es considerado neoclásico, pero sus obras son más bien eclécticas. Se observa una marcada predilección por el género del paisaje. Hubo paisajistas que se inclinaron por el paisaje apacible y clásico, como Joseph Anton Koch, de factura neoclásica y que realizó numerosos cuadros de montañas, siendo famosas sus Cascadas del Schmadribach.
Cabe diferenciar entre el romanticismo católico del sur y el romanticismo que podría llamarse protestante del norte de Alemania. Dentro del primero se encuentra un conjunto de pintores alemanes que no estaban dentro del territorio germano sino en Roma: son los nazarenos. Se trata de un grupo de pintores nacidos alrededor del año 1785 y que en 1810 llegaron a Roma, viviendo en comunidad. Trataban de expresar sus propios ideales morales y religiosos y de revivir una pintura ajena al academicismo, recibiendo en diversas medida la influencia de pintores como Fra Angélico, Perugino o Rafael. Overbeck y Peter von Cornelius destacan en este grupo y colaboraron en obras colectivas como la decoración con frescos de la casa del cónsul de Prusia en Roma o la Villa Massimi. Con el tiempo, la mayor parte de los nazarenos regresaron a Alemania, integrándose en las instituciones académicas, desempeñando cargos oficiales y realizando grandes obras murales. Así, Wilhelm von Schadow enseñó en Düsseldorf y Philipp Veit en Fráncfort del Meno. Solo Overbeck permaneció en Italia. 

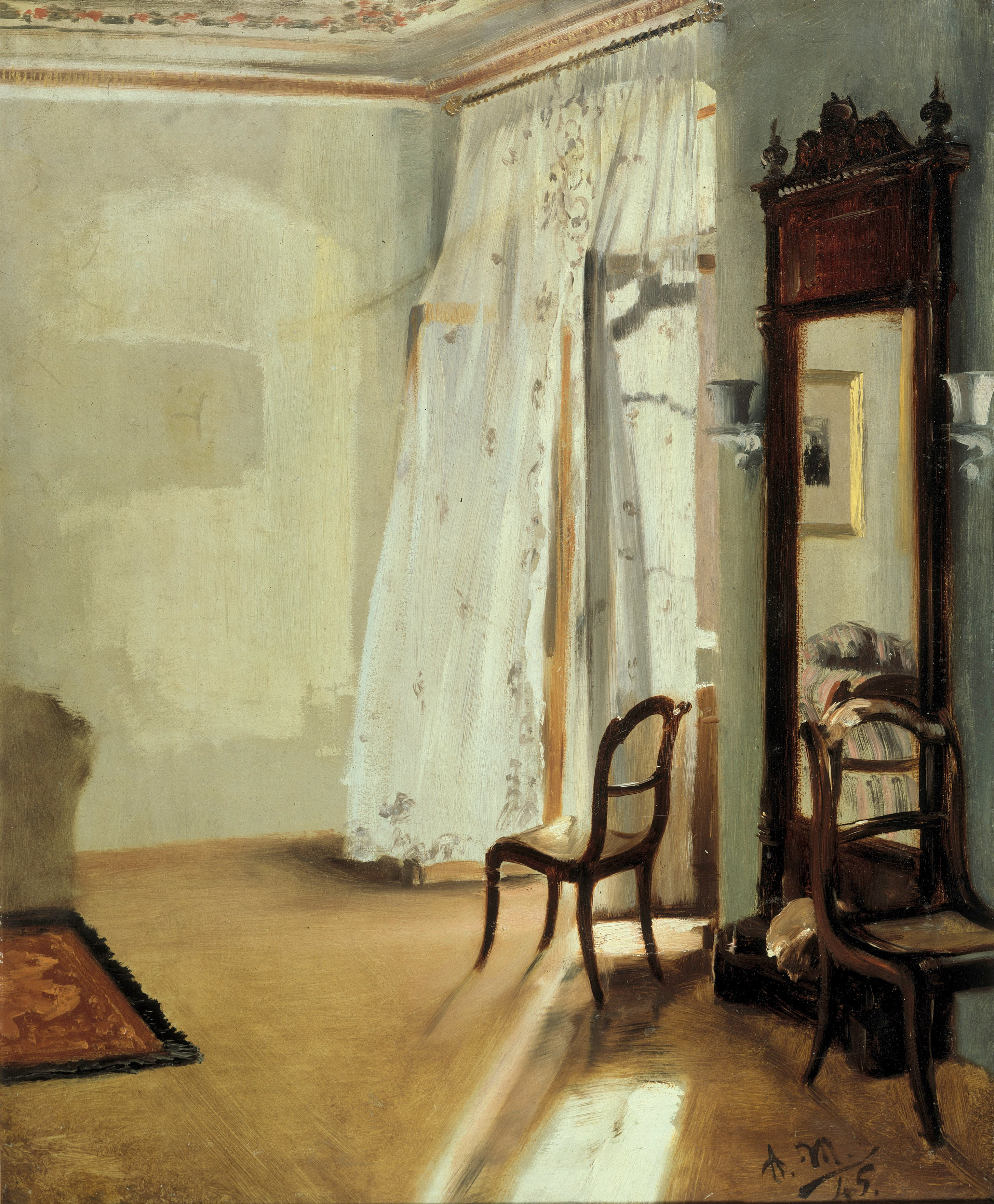
Adolph von Menzel: Balkonzimmer, «Cuarto del balcón», 1845.

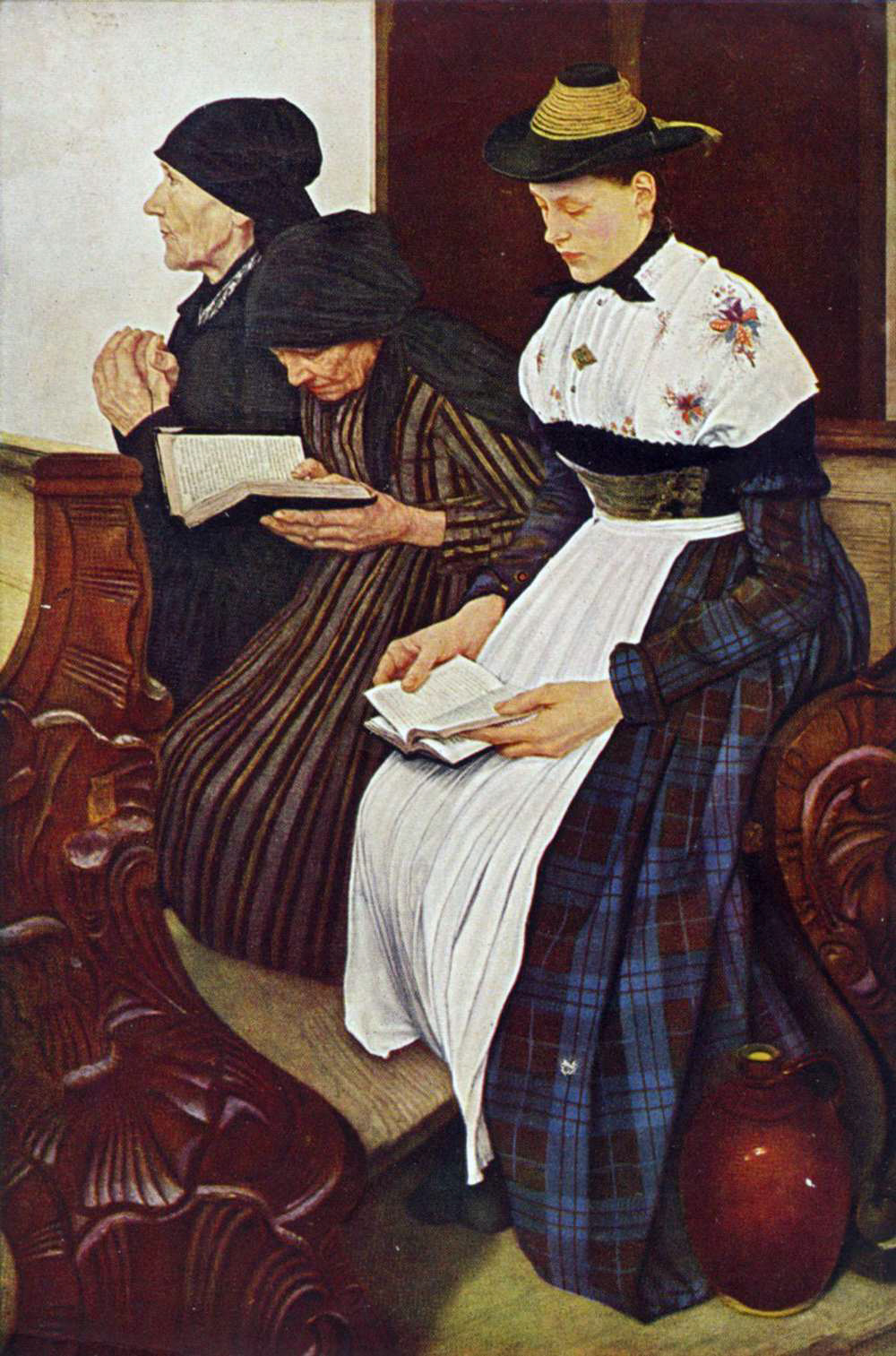
Wilhelm Leibl: Die drei Frauen in der Kirche, «Las tres mujeres en la iglesia», 1881.

Hubo, sin embargo, una segunda línea de romanticismo, el del norte de Alemania, simbolizado en artistas como Philipp Otto Runge o Caspar David Friedrich que reflejaron en sus pinturas un paisaje inmenso en el que el hombre se ve disminuido, pretendiendo así crear una pintura religiosa en la que se ponga en evidencia la grandeza de la divinidad. Ambos tomaron como modelo no el paisaje clásico italiano, sino el de la Alemania Septentrional en general y las llanuras de Pomerania en particular. Friedrich, además, pobló sus composiciones de elementos típicamente románticos, como ruinas o cementerios. En su época, los nazarenos tuvieron mucha mayor relevancia y aceptación que estos Heimatkünstler o «pintores de la tierra»; actualmente, sin embargo, están considerablemente revalorizados.
Romanticismo y realismo se funden en la obra de Moritz von Schwind y Carl Spitzweg; este último da un cierto toque humorístico a sus composiciones. Erwin Speckter pintó obras decorativas. Otros destacados pintores alemanes del siglo XIX fueron Adolph von Menzel, Wilhelm Leibl, Anselm Feuerbach y Hans von Marées. Menzel fue pintor prolífico que cultivó diversos temas como la Prusia de Federico el Grande o el ambiente del Berlín de Guillermo I; pero alcanza grandes cotas en cuadros más íntimos y sencillos, como su Cuarto del balcón (1845) o Teatro del Gimnasio (1846). Por su parte, a Leibl se le considera el más fiel seguidor de Courbet en Alemania; llegado cierto momento de su vida, se retiró a vivir al campo y retrató en sus lienzos la vida rural de la región de Dachau. Feuerbach y von Marées se encuentran dentro de los llamados germano-romanos, que aunaban clasicismo y romanticismo, dejándose inspirar por ambientes ideales y cierta nostalgia por la Antigüedad.
Dentro de la línea de un realismo comprometido pero con reminiscencias románticas, se encuentra la obra de Hans Thoma. Hay otros géneros considerados menores en los que se produjo un cierto desarrollo, como la xilografía, en la que destacaron las series sobre la Danza de los muertos de Alfred Rethel quien, por otro lado, es el único pintor destacado de la escuela de pintura histórica de la época. Conoció auge la ilustración de cuentos, destacando Ludwig Richter y el ya mencionado von Schwind.
Aunque otros pintores cultivaron también el retrato, el más famoso de la época, al que recurrían los grandes personajes como Guillermo I o Bismarck, fue Franz von Lenbach. 
El impresionismo francés fue bien acogido por el público alemán. Los pintores alemanes, sin embargo, se mostraron más reacios a sumir esa representación del paisaje sin imprimirle su expresión personal. Así solo a un pintor alemán se considera verdaderamente impresionista: Max Liebermann, dibujante y grabador. Algunas veces se coloca también dentro de esta tendencia a Lovis Corinth y a Max Slevogt.

### SigloXX

#### Hasta 1945

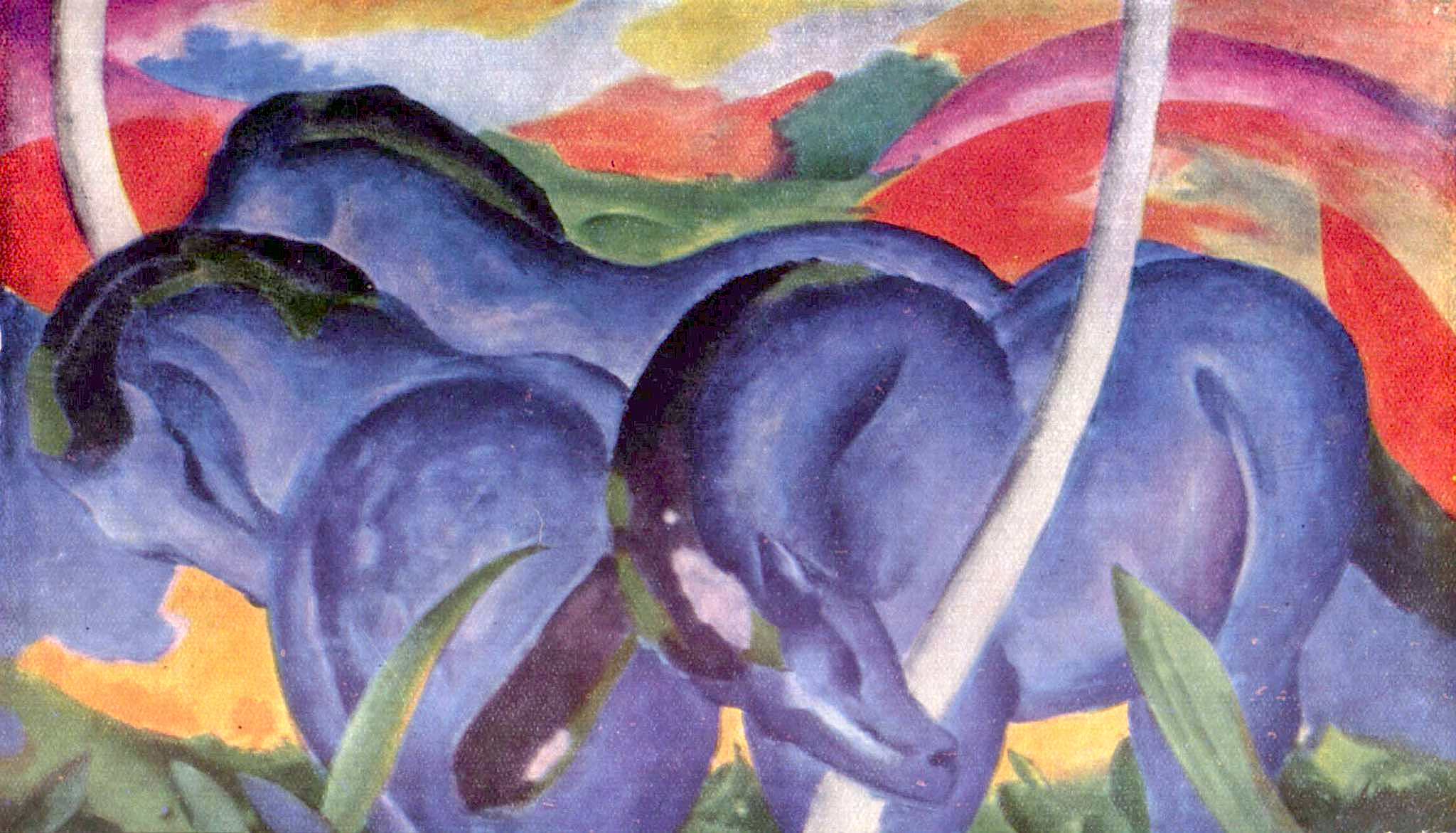
Franz Marc: Los grandes caballos azules (1911), obra expresionista en la que se pone de manifiesto el contacto de esta corriente con el fovismo.

La primera década del siglo XX vio surgir en toda Europa toda una serie de tendencias pictóricas de vanguardia, como expresión del deseo de superar los gustos de la sociedad burguesa. La crisis espiritual se acentúa con el estallido de la Primera Guerra Mundial. Para entonces, ya había surgido el expresionismo, en torno al año 1910, si bien hay antecedentes como los retratos pintados por Paula Modersohn-Becker (†1907). No se trata de un estilo con un centro claro ni constituyó una tendencia autoconsciente o un modo de hacer las cosas único. En diversas maneras, el expresionismo se desarrolló en Alemania desde entonces hasta la llegada del nazismo. Aunque tuvo un gran auge en este país, no pueden ignorarse las trascendentales aportaciones de pintores extranjeros como Edvard Munch o Vasili Kandinski. La diversidad de los grupos hace del expresionismo una vanguardia peculiar, con gran variedad de estilos. Hay un primer expresionismo derivado claramente del fovismo, otro que se acerca al cubismo o el futurismo. Pero sí pueden reconocerse unos rasgos comunes que permiten identificar como expresionistas obras de gran potencia e intensidad, y ello deriva de los temas morbosos o prohibidos, recreándose a veces en la soledad o la pobreza y el tratamiento subjetivo del tema, generalmente trágico pero también de la propia técnica asumida por los artistas, que endurecen los rasgos, aplican una pasta pictórica espesa, lo que produce sensación de intensidad, a veces incluso violencia.
Dentro de la primera generación expresionista destaca Emil Nolde, con telas violentas de colores llamativos. Formó parte durante un tiempo del grupo Die Brücke («El puente», 1905-1913) por Erich Heckel, Ernst Ludwig Kirchner, Karl Schmidt-Rottluff y Fritz Bleyl. Este grupo, creado en Dresde y que luego se trasladó a Berlín, promovió un cierto regreso a las técnicas artesanales, destacando su recuperación de la xilografía; se vio influido primero por el fovismo y luego por el cubismo.

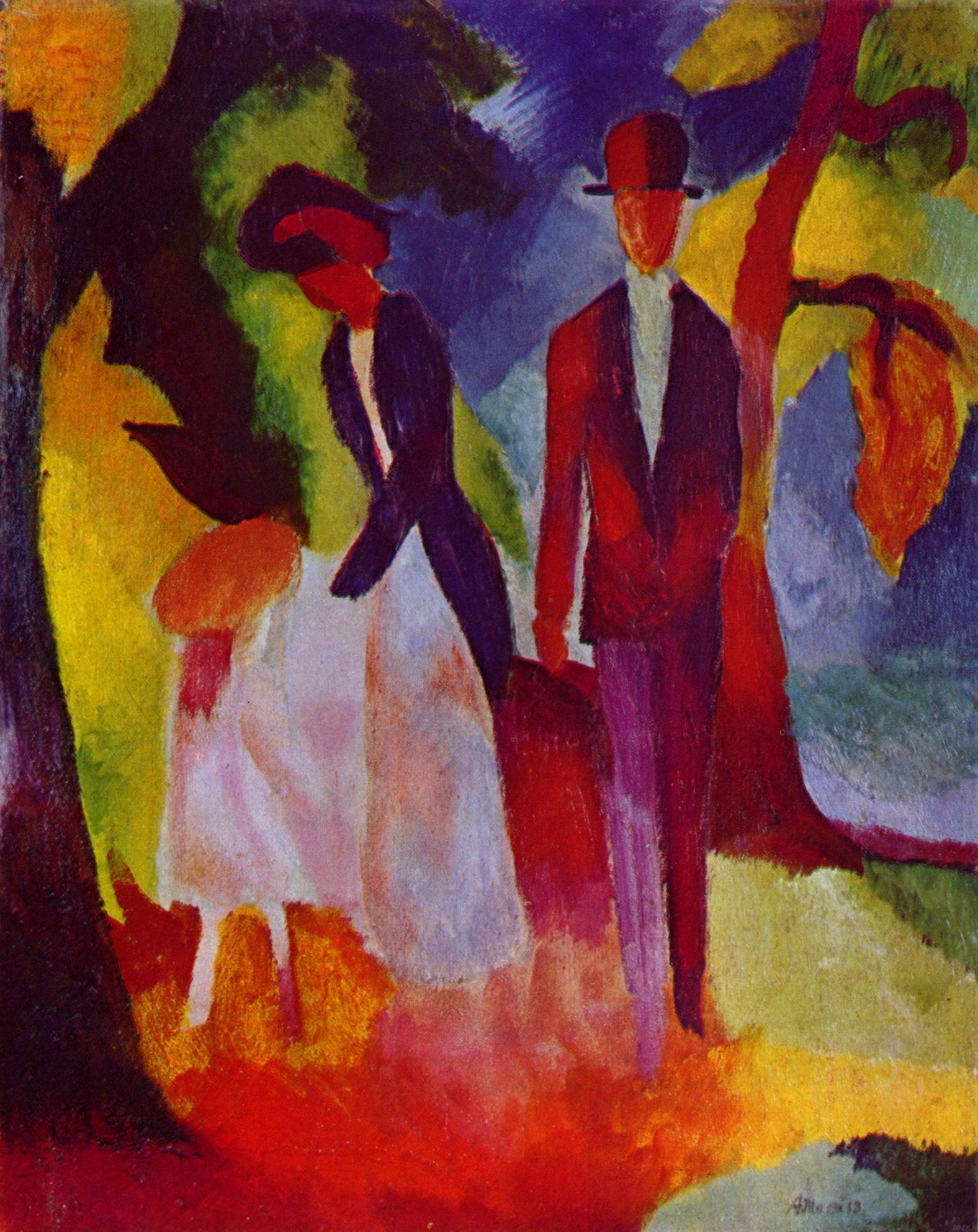
August Macke: Leute am blauen See, «Gente junto al mar azul», 1913.

Der Blaue Reiter («El jinete azul», 1911-1914), es un grupo expresionista ligeramente posterior, creado en Múnich como consecuencia de una escisión de la Neue Künstler Vereiningung («Nueva asociación de artistas»), fruto a su vez de otras secesiones y reacciones a grupos precedentes. Surgió en torno a la obra de Kandinski y en él predominaron más los rasgos cubistas y futuristas. Formaron parte de él dos jóvenes pintores fallecidos en la Primera Guerra Mundial: August Macke († 1914) y Franz Marc († 1916). Otro miembro del grupo fue el ruso Alekséi von Jawlensky, que trabajó en Alemania. Destaca este grupo por haber dado un soporte teórico al movimiento expresionista y, además, por haber permitido que se profundizara en el camino que, en último término, llevó a la abstracción. Más tarde, algunos artistas que estuvieron en la órbita del Blau Reiter ingresaron en la Bauhaus (Lyonel Feininger, Klee y Oskar Schlemmer). 
Después de la brutalidad de la Primera Guerra Mundial, se rechazó el idealismo de los expresionistas adoptando, como artistas, dos caminos divergentes. El primero, partiendo de que tras la brutalidad de la guerra, nada tenía un significado o valor propio, y el arte menos que nada, llevaba a defender lo irreal, lo absurdo, lo ridículo o lo chocante, sería la vía del dadaísmo. El segundo defendía un arte comprometido políticamente: había que representar la sociedad, fríamente, con distanciamiento, en toda su crudeza: es la vía que llevó, a partir del expresionismo, hacia la Nueva Objetividad. Dentro de los diversos grupos dadá, el de Berlín coincidió en el tiempo con el movimiento espartaquista y destaca un mayor grado de compromiso político anticapitalista y antifascista que sus coetáneos de otros países. El propio Manifiesto Dadaísta Berlinés afirmaba que en Alemania «el dada ha adoptado un carácter político determinado» (1918). Entre los nuevos métodos artísticos adoptados por el dadá, en Berlín destacó el uso del fotomontaje y la pintoescultura cultivada por Kurt Schwitters. Schwitters creaba un tipo de obras a las que llamaba Merz, collages a partir de objetos encontrados. Lo más original de su obra fueron los Merzbau, columnas creadas con yeso y otros objetos; la primera de ellas la hizo en el año 1925 en su casa de Hannover. En general, en Alemania no arraigó el surrealismo, si bien aportó una figura líder en el movimiento, como era Max Ernst; también Hans Bellmer y Richard Oelze fueron surrealistas. Menos internacional que todas estas corrientes fue la Nueva Objetividad, que surgió en Alemania en torno al año 1922. Sus figuras más destacadas fueron George Grosz, antiguo dadaísta, y Otto Dix, quienes pintaron cuadros de gran brutalidad. La obra de Dix influyó en Hans Grundig, que pintó principalmente retratos de la clase trabajadora. Anton Räderscheidt pintó a lo largo de los años veinte parejas solitarias, posando estiradas, normalmente con los rasgos suyos y de su mujer, la pintora Marta Hegemann. La influencia de la pintura metafísica es evidente en la forma en que se alzan las figuras, semejantes a maniquíes, distanciados unos de otros, y también del entorno.
La llegada del nazismo al poder en 1933 supuso un fin brutal a todo este arte de vanguardia en Alemania. No autorizaron la reapertura de la Bauhaus si no se expulsaba a Kandinski, y acuñaron como excusa el término arte degenerado (entartete kunst) para designar todo el arte de vanguardia que el régimen rechazaba. Estas obras fueron expulsadas de los museos, vendidas al extranjero o destruidas. Sus cultivadores fueron perseguidos y se les prohibió la docencia y exponer sus obras. Ello provocó el exilio, interior o exterior.

#### Tendencias posteriores

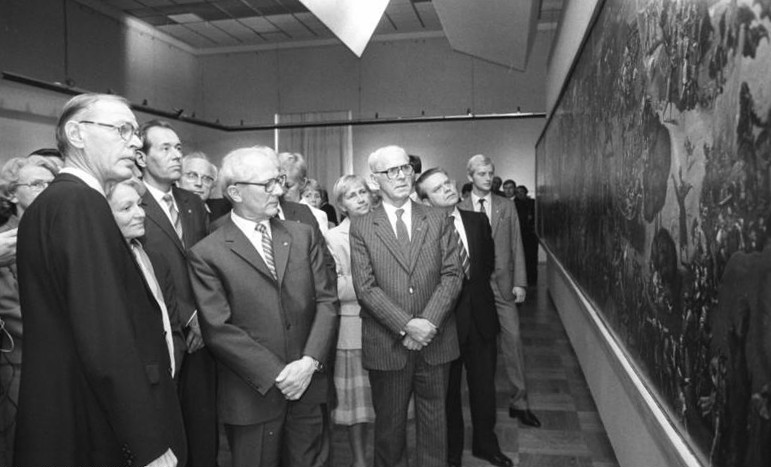
Exposición en Dresde, 1982, Erich Honecker junto con Werner Tübke observan el Bauernkriegspanorama. Fotografía de Klaus Franke; fuente: Deutsches Bundesarchiv.

Tras la Segunda Guerra Mundial, Alemania quedó dividida en dos estados, la República Federal Alemana en el oeste, capitalista, y la República Democrática Alemana en el este, bajo la órbita soviética; parte del territorio del este dejó de ser alemán, pasando a formar parte de Polonia o de la URSS, lo que determinó migraciones desde el este hacia el oeste. Mientras en la Alemania comunista se extendía el realismo socialista, en Occidente se seguían las tendencias del arte internacional, como el arte abstracto o el arte conceptual. La existencia del arte oficial no impidió que algunos artistas del Este buscaran una expresión más personal. Werner Tübke (1929-2004) fue uno de los pintores más destacados de la RDA, conocido especialmente por su Bauernkriegspanorama («Panorama de la revuelta campesina») en Bad Frankenhausen, considerado el cuadro más grande del mundo con 1.722 metros cuadrados de superficie. Tübke recuperó las formas del Renacimiento italiano para narrar la historia socialista. Destacaron en la Alemania Oriental, además, dos pintores y artistas gráficos de la Escuela de Leipzig, Bernhard Heisig (n. 1925) y Wolfgang Mattheuer (1927-2004). Heisig, uno de los más notables pintores orientales, reaccionó frente al realismo socialista con un estilo agresivo. Defendió los derechos de los artistas, y denunció la corrupción de la RDA, lo que le ocasionó problemas con las autoridades. De su obra, destaca el enorme mural Ikarus, pintado para el Palast der Republik de Berlín Oriental (1975). Wolfgang Mattheuer, por su parte, está considerado como una figura destacada del realismo crítico, recibiendo la influencia del expresionismo, la Nueva Objetividad y el realismo mágico. Por último, no hay que olvidar que muchos pintores famosos en Alemania Occidental eran originarios de la RDA (A. R. Penck, Georg Baselitz, Sigmar Polke o Gerhard Richter). 

En la posguerra de la Alemania Occidental predominó intensamente la corriente abstracta, en primer lugar en la obra de pintores que eran figuras míticas que fueron consideradas arte degenerado, vivieron la guerra y no se doblegaron a las imposiciones del nazismo. Entre ellos destacaron Willi Baumeister (1889-1955), que fundó Üecht, grupo de artistas de Stuttgart, que formó parte de Cercle et Carré y Abstraction-Création, y Carl Buchheister (1890-1964). También Fritz Winter (1905-1976) vio cómo su arte se reputó degenerado y le prohibieron exponer sus obras. Luchó en el frente ruso, donde cayó prisionero y no lo liberaron hasta el año 1949. A Ernst Wilhelm Nay (1902-1968), orientado en los años treinta hacia el surrealismo, se le prohibió igualmente exponer.
Poco después de su regreso, Fritz Winter cofundó el grupo Zen 49, que se unió a los movimientos de vanguardia europeos. Este grupo se creó en Múnich en julio de 1949, al principio bajo el nombre Gruppe der Ungegenständlichen. Los siete miembros fundadores fueron los ya mencionados W. Baumeister y F. Winter, además de Rolf Cavael, Gerhard Fietz, Rupprecht Geiger, Willy Hempel y Brigitte Meier-Denninghoff. El informalista Bernard Schultze (1915-2005) se unió al grupo Zen 49 en 1955. Expusieron entre 1950 y 1957. R. Geiger (n. 1908), había trabajado como arquitecto antes de la guerra, dedicándose después a la abstracción radical, y convirtiéndose más tarde en el máximo representante en Alemania de la pintura de los campos de color.
En la Alemania de posguerra predominaron las corrientes informalistas dentro de la pintura abstracta. Realizaron grandes lienzos con signos lineales «caligráficos», con cierto automatismo al modo de los surrealistas. Está representado, en primer lugar, por dos emigrados, Wols (Alfred Otto Wolfgang Schulze, 1913-1951), que siguió la línea marcada por Klee y Hans Hartung (1904-1989) a mediados de los cincuenta. El pintor y fotógrafo Wols realizó cuadros «automáticos» al óleo bajo los efectos de las drogas y el alcohol. Por su parte, el germano-francés Hartung es uno de los más destacados integrantes de la Escuela de París, que apartándose del expresionismo abstracto en boga, se inserta dentro del informalismo.
Otro exponente de las tendencias abstractas en la Alemania de posguerra es Georg Meistermann (1911-1990), en una línea de abstracción que entronca con el estilo de Klee y Miró. Emil Schumacher (1912-1999), por su parte, realiza pinturas con relieves, al añadir diversos materiales a la superficie pictórica, como por ejemplo la pita, y luego actuando a golpes contra el mismo. Wols y el tachismo influyen en la obra de Karl Otto Götz (n. 1914) y Peter Brüning (1929-1970), quienes representan la abstracción lírica en Alemania. Fred Thieler (1916-1999), también integrante del grupo Zen 49, se enmarca en el neoexpresionismo abstracto. Gerhard Hoehme (1920-1989) cultivó en los años cincuenta un estilo próximo al tachismo, después a la abstracción lírica y más tarde trabajó sobre el marco, rompiéndolo, sustituyéndolo por otros elementos evolucionando en los años setenta hacia el offenes Bild («cuadro abierto»). También el estilo de K. R. H. Sonderborg (Kurt Rudolf Hoffmann, 1923-2008) se encuentra próximo al tachismo francés.
Este predominio de la abstracción, en particular el tachismo y el informalismo, dio lugar a una reacción entre los propios pintores hacia cuadros más figurativos. Richard Oelze (1900-1980), que en los años treinta se puso en contacto en París con los surrealistas, supone una reacción dominada por la fantasía. Del surrealismo y también de la Nueva Objetividad toma su inspiración Konrad Klapheck (n. 1935), quien en sus «cuadros de máquinas» pinta objetos cotidianos como máquinas de escribir o teléfonos, dotándoles de monumentalidad y un aire mágico, anticipándose al pop art. Klapheck denomina a su estilo «superobjetividad prosaica».

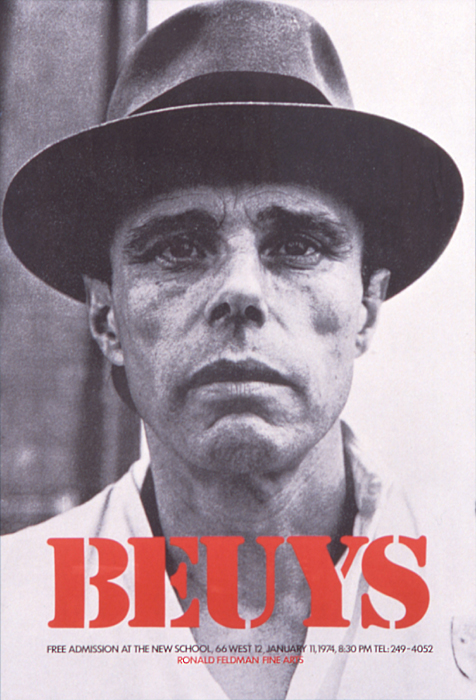
Póster en ófset para la serie de conferencias en Estados Unidos «Energy Plan for the Western Man» (1974) de Joseph Beuys, organizada por la Galería Ronald Feldman de Nueva York; fuente: Ronald Feldman Fine Arts.

El arte conceptual, que se entiende surgido en Nueva York a mediados de los años sesenta, encontró en Alemania a uno de sus más destacados representantes: Joseph Beuys (1921-1986). Es un artista que marcó su época, con una concepción del arte muy particular que integraba arte y vida. Beuys recurrió a objetos encontrados, mezclando materiales diversos en sus creaciones, integrando grasa y fieltro. Destaca además en su papel de formador de nuevos artistas en la Academia de Bellas Artes de Düsseldorf. También la artista Hanne Darboven (1941-2009) que vivió en Nueva York en los años sesenta, representa tendencias conceptuales.
El 24 de abril de 1958 Heinz Mack (n. 1931) y Otto Piene (n. 1928) fundaron el grupo de artistas de Düsseldorf llamado ZERO. En el año 1961 se les unió Günther Uecker (n. 1930). Este grupo llamó la atención del público por sus happenings. La creatividad de estos artistas cinéticos se desplegó sobre todo en objetos e instalaciones en los que la luz es el elemento predominante.
El final de la década de 1960 vivió el desarrollo de una abstracción orientada hacia los problemas de definición de la naturaleza de la imagen con Sigmar Polke (n. 1941) y Gerhard Richter (n. 1932). Estos pintores no renunciaban a la tradición y crean obras intermedias entre el realismo y la abstracción. Acuñaron, en 1963, el término Kapitalistischer Realismus (realismo capitalista), con un cierto sentido irónico. Su obra es una crítica a la sociedad de consumo: toman elementos de la cultura popular y los reproducen y manipulan, imitan las técnicas de los medios de comunicación de masas, los reiteran, como una forma de obtener el distanciamiento y evidenciar de qué forma el ciudadano se ve tratado y manipulado como un consumidor. Junto a este tipo de obras, Gerhard Richter, realizó otras neo-abstractas, experimentando con grandes lienzos en tonos grises, realizando series repetitivas de grandes gestos que recordaban al informalismo o pintura gestual de la posguerra.
En los setenta, el arte de la Alemania Occidental alcanzó un gran nivel internacional, no solo por los muchos y variados artistas que en la misma trabajaban, sino por constituirse en centro de grandes manifestaciones artísticas, como la documenta de Kassel, fundada en 1955, y Art Cologne, feria del arte (Kunstmarkt) de Colonia, establecida en 1967.
La abstracción siguió cultivándose por artistas como Günter Fruhtrunk (1923-1982, pintura de los campos de color), Raimund Girke (1930-2002, realiza pinturas gestuales en los setenta), Gotthard Graubner (n. 1930, cuya obra característica son cojines impregnados de pintura), Rainer Jochims (n. 1935), Imi Knoebel (seudónimo de Klaus Wolf Knoebel, Wolf Knoebel, n. 1940, realiza instalaciones) y Blinky Palermo (seudónimo de Peter Heisterkamp, 1943-1977, minimalista y hard edge).
El uso del arte como elemento de crítica social lo representa no solo Beuys, sino otros artistas que superan la mera consideración de pintores para ser artistas que emplean diversos medios de expresión. El primero y más destacado de ellos es Wolf Vostell (1932-1998), pintor y escultor, que creó en los cincuenta un tipo de obra a la que llamó décollage, considerado un pionero del videoarte y de la instalación en los sesenta, y que realizó happenings en los que se hacía crítica política. En el año 1963 Wolf Vostell presentó en la Galería Smollin de Nueva York su Instalación 6 TV Dé-coll/age, que hoy forma parte de la colección del Museo Reina Sofía. El videoarte encontró una primera manifestación en Alemania. Fue en la Exposition of Music-Electronic Television de Wuppertal, en 1963, donde Nam June Paik expuso por primera vez sus obras. Wolf Vostell, a quien se considera el creador de la primera videocinta en 1963, Sun in your head ("El sol en tu cabeza"). Un papel destacado lo tuvo el movimiento Fluxus con sus fundadores George Maciunas, Nam June Paik, Wolf Vostell, Joseph Beuys, entre otros, en el año 1962. Klaus Rinke (n. 1939) se dedicó al body art y a las esculturas de agua. Franz Erhard Walther (n. 1939), que fue alumno de Götz, realiza construcciones del llamado process art.
Pero el expresionismo nunca ha dejado de ser una presencia en el arte alemán. Lo ha seguido siendo el escultor y pintor Horst Antes (n. 1936), incluso en sus primeras obras de carácter cercano al informalismo; su obra se caracteriza por la presencia de la forma Kopffüßler («cefalópodo»), que descubrió en torno al año 1960 y que preocupó al artista en numerosas variaciones y técnicas artísticas. Quien mejor representa las tendencias neoexpresionistas sea Georg Kern, conocido como Georg Baselitz (n. 1938), que alcanzó notoriedad al realizar, desde 1969, cuadros en los que las personas y los paisajes están cabeza abajo. La obra de Baselitz es agresiva, siempre figurativa pero replanteándose el punto de vista tradicional, ya que al colocar los cuadros boca abajo fuerza a verlos más como un objeto fruto de la creación artística que como una representación de la realidad. 
Como reacción frente al arte conceptual, lo figurativo renació con fuerza a finales de los setenta con el neoexpresionismo, que pretendía expresar intensamente sentimientos individuales, a veces de forma agresiva, o caricaturesca, lo que les valió ser llamados también «nuevos fauves» (Neue Wilde o Junge Wilde). Inspirados en movimientos precedentes como el fovismo y el expresionismo, recuperaron técnicas como los grandes formatos y los colores violentos, intensos y arbitrarios de un Matisse. «Pintura violenta» o «pintura vehemente» fue la denominación por la que optaron, en 1977, algunos representantes de este neoexpresionismo. Su primera exposición se celebró en Berlín en el año 1978 destacando dos posteriores que tuvieron gran eco: New spirit in painting («Nuevo espíritu en pintura») celebrada en Londres en 1981, y Zeitgeist («El espíritu de los tiempos») en Berlín en 1982. Uno de sus principales representantes fue Rainer Fetting (n. 1949), pero en esta línea neoexpresionista trabajaron tres grandes nombres de la pintura alemana: Jörg Immendorff (1945-2007) y Markus Lüpertz (n. 1941), además del ya mencionado Baselitz. Immendorff realizó en los sesenta happenings y luego realizó escenas de género dándoles una intención moralista, social y política. Lüppertz, por su parte, realiza grandes lienzos de objetos dotados de una gran carga simbólica (Motiv-Bilder). Otros dos destacados neoexpresionistas son A. R. Penck (Ralf Winkler, n. 1935) y Anselm Kiefer (n. 1945). Penck, que tuvo problemas con las autoridades de la RDA, pintó por ello con diversos seudónimos; utiliza formas sencillas cargadas de simbolismo en busca de un «antiestilo» que estuviera siempre en contra de la moda artística del momento. Por su parte, A. Kiefer recupera el paisaje, pero no como algo natural, orgánico y externo al hombre, sino precisamente como un paisaje cultural resultado de la historia del hombre, especialmente la parte violenta que más honda huella deja, como la violencia y la guerra. 
En los años noventa, muerto Beuys, el panorama pictórico se caracteriza por la diversidad de las tendencias artísticas y también de los medios empleados. Los artistas ya no son solo pintores o escultores, sino que se da el fenómeno multimedia. Una generación de videoartistas posteriores a Wolf Vostell y Nam June Paik está representada por Ulrike Rosenbach (n. 1949), Klaus vom Bruch (n. 1952), Marcel Odenbach (n. 1953), e Ingo Gunther (n. 1957). Hans Haacke (n. 1936) es un artista conceptual que construye objetos en los que pueden observarse fenómenos físicos, como sus Cubos de condensación; también realiza instalaciones y trabaja con vídeo Jochen Gerz (n. 1940) y Rebecca Horn (n. 1944) hace vídeos y performances. Martin Kippenberger (1953-1997), que empezó como uno de los «nuevos salvajes» neoexpresionistas y con un anti-arte relacionado con el movimiento fluxus, no se ha ceñido solo al campo de la pintura ni tampoco a un único estilo; hay en su obra algo provocador al modo dadaísta. Albert Oehlen (n. 1954) creó en 1984 «cuadros-espejo» para integrar de forma irónica al espectador en la obra, como una parodia del expresionismo abstracto. Con el tiempo, se ha ido decantando por una obra cada vez más abstracta. El pintor, escultor y fotógrafo Günther Förg (n. 1952) representa las tendencias neo-constructivistas, combinando diversos medios y técnicas para reflexionar sobre el arte.